# 왕소연
왕소연(본명: 전소연, 1966년 12월 30일 ~ )은 대한민국의 가수이다.
현재 거주지는 서울특별시 마포구 서강동이다.

## 학력
- 하동여자고등학교 (졸업)
- 배화여자전문대학 전통의상과 전문학사 (졸업)

## 데뷔
- 1988년 1집 앨범 "해운대 부르스"

## 음반
- 1988년 1집 - 해운대 부르스
- 1990년 2집 - 추억의 거리
- 1996년 3집 - 여자의 강
- 1999년 4집 - 따라해 봐요
- 2000년 5집 - 사랑하고 싶어요
- 2003년 6집 - 애원
- 2007년 7집 - 찾아주세요
- 2007년 8집 - 그 여자
- 2010년 사랑하고 싶어요
- 2010년 왕소연 모음집 (로망 / 애원)
- 2012년 로망
- 2014년 당신을 사랑합니다 / 휘리릭
- 2017년 인생은
- 2021년 오고가는 인연

## 홍보대사
- 2010년 경상남도 하동군 홍보대사

## 수상
- 2004년 한국최고인기연예대상 여자신인가수상
- 2012년 제19회 대한민국연예예술상 올해의 10대가수상